# Groupement (militaire)
 (juin 2023).
Dans l'armée française, un groupement est une formation qui regroupe généralement plusieurs unités élémentaires (compagnies, escadrons ou batteries). 
Un groupement peut présenter un caractère temporaire, comme un groupement tactique interarmes (GTIA) dans l'Armée de terre française ou un groupement opérationnel de maintien de l'ordre (GOMO) dans la Gendarmerie mobile, mais le terme de groupement peut également désigner une unité permanente formant corps, notamment dans la Gendarmerie. 
Ainsi, la plupart des subdivisions de la Gendarmerie nationale française : la gendarmerie départementale, la gendarmerie mobile et les gendarmeries spécialisées (gendarmerie des transports aériens, gendarmerie de l'air et de l'espace, gendarmerie maritime etc.) sont organisées en groupements.
On trouve également des groupements permanents dans d'autres composantes des forces armées, comme les groupements de soutien de base de Défense (GSBdD), qui sont des organismes interarmées.
Enfin, il faut noter la confusion fréquente, notamment dans les articles et reportages de presse, entre les mots « groupement » et « groupe ». 

## Armée de Terre

### Historique
En remontant dans le temps, on trouve des groupements qui sont des formations numériquement beaucoup plus importantes que les groupements actuels. Ainsi, pendant la Première Guerre mondiale, le terme a été brièvement utilisé pour désigner des détachements d'armée comprenant plusieurs divisions tandis que, au début de la Seconde Guerre mondiale, l'armée de terre française constitue des « groupements de bataillons de chars » regroupant administrativement de 1 à 4 bataillons de chars de combat (BCC) rattachés aux armées. Durant la deuxième moitié de la guerre, les divisions blindées de la nouvelle armée française rééquipée sur le modèle américain, constituent des « combats commands » que l'on qualifierait de nos jours de groupements mais, à l'époque, on emploie le terme pour qualifier des formations comprenant plusieurs régiments, le groupement étant identifié par le nom de son chef.  
Pendant la guerre d'Indochine, l'armée de terre crée le groupement de commandos mixtes aéroportés en avril 1951. L'unité, chargée de missions de guerre non conventionnelle (guérilla, contre-guérilla, guerre psychologique etc.) est composée de cadres européens et de supplétifs recrutés localement. En décembre 1953, elle devient le groupement mixte d'intervention (GMI). Elle est dissoute en juillet 1954.
De 1971 à 1976, il existe un Groupement opérationnel de la Légion étrangère, dont les missions seront reprises, après sa dissolution, par le 2e régiment étranger (rebaptisé 2e régiment étranger d'infanterie en 1980).

### Organisation actuelle

#### Groupements permanents
La 11e brigade parachutiste, comporte un Groupement des commandos parachutistes ou GCP, dont les effectifs sont répartis entre les régiments de la brigade. Ainsi, chaque régiment dispose d'un groupe GCP qui comprend deux ou trois équipes constituées chacune d'une dizaine de chuteurs opérationnels et de moniteurs commandos. Ces équipes sont entraînées pour effectuer des missions sensibles et sont notamment susceptibles  d'être parachutées en avant des forces conventionnelles en cas de conflit.  
Son équivalent au sein de la 27e brigade d'infanterie de montagne est le Groupement de commandos de montagne ou GCM, dont les groupes, répartis au sein des bataillons de la brigade, ont pour mission de renseigner au contact et dans la profondeur, de faciliter la mobilité d'autres unités, d'opérer des actions offensives et de guider des frappes dans la profondeur.
La section technique de l'armée de terre (STAT), qui est le service chargé d'assurer la conduite et le suivi des opérations d'armement dès le stade de la conception et jusqu'au retrait du service des équipements, est organisée en groupements permanents, compétents chacun dans une spécialisation (un métier). Par exemple, le GAMSTAT est le groupement aéromobile de la STAT.

#### Groupements temporaires
De nos jours, le groupement tactique interarmes (GTIA), organisation temporaire constituée sur la base d'un régiment renforcé par des éléments appartenant à des armes différentes afin d'accomplir une mission, est l'élément de base du système de déploiement de l'armée de terre. Un GTIA est lui-même subdivisé en sous-groupements tactiques interarmes (SGTIA). 
Quant à l'aviation légère de l'Armée de terre (ALAT) elle constitue fréquemment des groupements aéromobiles temporaires lors de ses opérations. En général, un groupement aéromobile (GAM) est constitué autour d'un noyau fourni par l'un de ses trois régiments d'hélicoptères de combat (RHC), sous le commandement du chef de corps de l'unité-mère. Un GAM comprend généralement des hélicoptères de type différent afin de pouvoir répondre à l'ensemble des missions confiées à l'ALAT (transport, combat, évacuations sanitaires etc.).

## Armée de l'air

### Historique
L'armée de l'air emploie le terme de groupement avec la création en 1957 du Groupement des commandos parachutistes de l'air 00/541, dissous en 1961 puis, en 1976, du groupement des fusiliers commandos de l'air ou GFCA qui deviendra en 1994 le Commandement des fusiliers commandos de l'air (CFCA).

## Marine nationale

### Historique
Après la deuxième guerre mondiale, la marine crée ses commandos-marine qui sont regroupés, à partir de 1959 au sein du GROUCO (Groupement commando) puis, à partir de 1963, au sein du Groupement des fusiliers marins commandos (GROUFUMACO) à Lorient. 

### Organisation actuelle
Le GROUFUMACO a été supprimé en 1993 et remplacé par le COFUSCO (Commandement des fusiliers marins et commandos), rebaptisé en 2001 Force maritime des fusiliers marins et commandos ou FORFUSCO.
Cette force comporte des groupements et des compagnies de fusiliers marins.    

## Gendarmerie nationale
La gendarmerie départementale, la gendarmerie mobile et les gendarmeries spécialisées (gendarmerie des transports aériens, gendarmerie de l'air et de l'espace, gendarmerie maritime etc.) sont organisées en groupements.

### Groupements permanents
Chaque département comporte un groupement de gendarmerie départementale qui supervise l'ensemble des unités implantées dans le département : compagnies, escadron départemental de sécurité routière, section de recherches, etc. Jusqu'en 1958, l'unité implantée au niveau du département était la compagnie. À partir de cette date, le groupement remplace la compagnie au niveau du département et la compagnie remplace la section au niveau de l'arrondissement.
Dans la gendarmerie mobile, les escadrons étaient répartis jusqu'en 1966 entre des légions, qui étaient subdivisées en groupes d'escadrons si le nombre d'escadrons était important. Les anciennes légions sont dissoutes en 1966 et les escadrons sont subordonnés à 23 nouveaux groupements de gendarmerie mobile à raison d'un par région économique plus trois en région parisienne. Les légions sont recréées en 1991 mais l'échelon du groupement est conservé. Les légions de gendarmerie mobile sont re-dissoutes en 2005 et les groupements sont directement subordonnés aux zones de défense. Un groupement de gendarmerie mobile ou GGM comporte entre quatre et dix escadrons.

### Groupements temporaires
Cependant, la gendarmerie mobile constitue également des groupements temporaires. En effet, lorsque la situation nécessite l'emploi coordonné de plusieurs escadrons, ceux-ci sont regroupés au sein d'un Groupement Tactique de Gendarmerie ou GTG (plus de 2 escadrons) ou d'un Groupement opérationnel de maintien de l'ordre ou GOMO (plusieurs GTG), sous les ordres d'un officier supérieur (généralement un commandant de groupement) de gendarmerie mobile.

## Organismes interarmées
Les groupements de soutien de base de Défense (GSBdD) sont des organismes interarmées qui ont été mis en place avec le réseau de bases de défense créé à partir de 2009.

## Formations paramilitaires
Le terme de groupement a également employé au cours de la Seconde Guerre mondiale par des organisations de type paramilitaire telles que les Chantiers de jeunesse ou la Résistance. De même, il est utilisé dans les compagnies républicaines de sécurité (CRS) qui ont été créées en 1944. De nos jours, les CRS n'utilisent plus le terme que pour décrire des formations temporaires mises en place lors d'opérations importantes de maintien de l'ordre mettant en œuvre un nombre important de compagnies.